# Quézac (Cantal)
Quézac település Franciaországban, Cantal megyében. Lakosainak száma 347 fő (2022. január 1.). Quézac Maurs, Saint-Étienne-de-Maurs, Saint-Julien-de-Toursac, Lauresses, Saint-Cirgues és Saint-Hilaire községekkel határos.

## Népesség
A település népességének változása:
| Lakosok száma | 411  | 384  | 350  | 332  | 310  | 318  | 339  | 351  | 355  | 347  |
|               | 1968 | 1982 | 1990 | 2006 | 2013 | 2015 | 2017 | 2019 | 2020 | 2022 |